# Zygota praetor
Zygota praetor är en stekelart som beskrevs av Nixon 1957. Zygota praetor ingår i släktet Zygota, och familjen hyllhornsteklar. Arten är reproducerande i Sverige.